# Фроссар, Андре
 Андре́ Фросса́р (фр. André Frossard; 14 января 1915, Коломбье-Шатело, департамент Ду, Франция — 2 февраля 1995, Версаль, Франция) — французский журналист, писатель, философ, член Французской Академии Наук, с 1962 года являлся главным редактором французской газеты «Фигаро», друг папы римского Иоанна Павла II.

## Биография
С детства Андре Фроссар воспитывался в атмосфере атеистической идеологии. Его отцом был Луи-Оскар Фроссар — известный французский политический деятель, который, будучи генсеком социалистической СФИО, основал в 1920 году французскую Коммунистическую партию и стал её первым секретарём, а затем вернулся к социалистам и неоднократно входил в кабинеты министров.
В 1935 году двадцатилетний Андре Фроссар работал в Париже как начинающий журналист. 8 июня 1935 года Андре Фроссар вместе со своим другом Андре Виллеменом посетил католический храм, после чего он испытал духовное обращение. С тех пор Андре Фроссар стал сторонником католичества. После принятия таинства крещения, он некоторое время жил в монастыре траппистов в Сито, но решив, что у него нет призвания быть монахом, 1 сентября 1936 года поступил на военную службу в морской военный флот.
В начале Второй мировой войны был призван на службу на почтовый корабль «Куба». В январе 1941 года, после капитуляции Франции, возвращается в Марсель, где получает место директора транспортного производства в Лионе. Он включается во французское движение сопротивления гитлеровской Германии. В 1942 году был арестован Гестапо и заключён в тюрьму. Вместе с ним в заключении находился русский поэт Владимир Корвин-Пиотровский. Позднее был отправлен в концентрационный лагерь Форт Монтлюк. Весной 1945 года он был освобождён из концлагеря.

## Литературная деятельность
Написал многочисленные богословские, философские и публицистические труды, посвящённые католичеству. В 1969 году публикует историю своего обращения в книге «Бог существует. Я встретил Его» (Dieu existe, je l’ai rencontré), которая была издана массовым тиражом. Будущий римский папа Иоанн Павел II, кардинал Кароль Войтыла, прочитав эту книгу, встретился с Андре Фроссаром. С того времени они стали близкими друзьями. В начале своего понтификата Иоанн Павел II попросил Андре Фроссара взять у него интервью. Это было первое в истории интервью с Иоанном Павлом II, результатом которого стала изданная в 1982 году массовым тиражом книга «Не бойтесь! Диалог с Иоанном Павлом II» (N’ayez pas peur, dialogue avec Jean-Paul II).

## Награды
- Офицер ордена Почётного легиона
- Военный крест 1939—1945 гг.
- Медаль Сопротивления

## Сочинения
- La Maison des otages (1946)
- Histoire paradoxale de la IVe République (1954)
- Le Sel de la terre (1956)
  - Соль земли : о главных монашеских орденах. / Ил. авт. — М. : Дом Марии : Актис, 1992. — 93,[1] с. : ил. ISBN 5-86412-004-7
- Voyage au pays de Jésus (1958)
- Les Greniers du Vatican (1960)
- Votre humble serviteur, Vincent de Paul (1960)
- Dieu existe, je l’ai rencontré (1969)
- La France en général (1975)
- Il y a un autre monde (1976)
- Les trente-six preuves de l’existence du diable (1978)
- L’art de croire (1979)
- N’ayez pas peur, dialogue avec Jean-Paul II (1982)
- La Baleine et le Ricin (1982)
- L’Évangile selon Ravenne (1984)
- Le Chemin de croix, au Colisée avec Jean-Paul II (1986)
- N’oubliez pas l’amour, la Passion de Maximilien Kolbe (1987)
- Le Crime contre l’humanité (1988)
- Portrait de Jean-Paul II (1988)
- Le Cavalier du Quai Conti (1988)
- Dieu en questions (1990)
- Le Monde de Jean-Paul II (1991)
- Les grands bergers (1992)
- Excusez-moi d’être français (1992)
- Défense du Pape (1993)
- L’Evangile inachevé (1995)